# Gigides
Gigides is een geslacht van vlinders van de familie spinneruilen (Erebidae), uit de onderfamilie Calpinae.

## Soorten
- G. distorta Dognin, 1914
- G. ferreolepra Hampson, 1926
- G. megalops Hampson, 1926